# Војна парада
Војна парада је свечана смотра одређених јединица Копнене војске, Ратне морнарице и Ратног ваздухопловства, заједно или понаособ. Главни део параде назива се „Дефиле“, па се због тога ова два појма често поистовећују.
Најпознатија војна парада је „Парада победе“ која се одржава сваке године 9. маја на Црвеном тргу у Москви, поводом Дана победе над фашизмом.